# Makoma Lekalakala
Makoma Lekalakala est une militante écologiste sud-africaine, directrice de la branche de Earthlife Africa à Johannesbourg.

## Engagement
En 2018, elle reçoit, avec Liz McDaid,  le Prix Goldman de l'Environnement pour leur combat juridique afin d'arrêter la relance  du programme nucléaire civil sud-africain. En avril 2017, le tribunal du Cap a finalement suspendu l'accord de coopération signé par l'Afrique du Sud avec la Russie, les États-Unis et la Corée du Sud sur ce programme de construction de six à huit réacteurs nucléaires supplémentaires (l’Afrique du Sud possède déjà les deux seules centrales nucléaires du continent africain, à Koeberg),,. 
Peu de temps auparavant, en mars 2017, l'organisation Earthlife Africa avait obtenu du tribunal de Pretoria qu'il impose  qu’une étude d’impact environnemental solide soit menée avant la construction d'une centrale thermique au charbon de 1 200 mégawatts dans la province de Limpopo, dans le nord du pays.
Makoma Lekalakala et Liz McDaid avaient toutes deux un passé de militante contre le régime de l'apartheid dans les années 1980.